# Palazzo Doria-Pamphili
Palazzo Doria-Pamphili è un edificio storico di Roma compreso tra via del Corso, piazza del Collegio Romano, via della Gatta, via del Plebiscito e vicolo Doria.

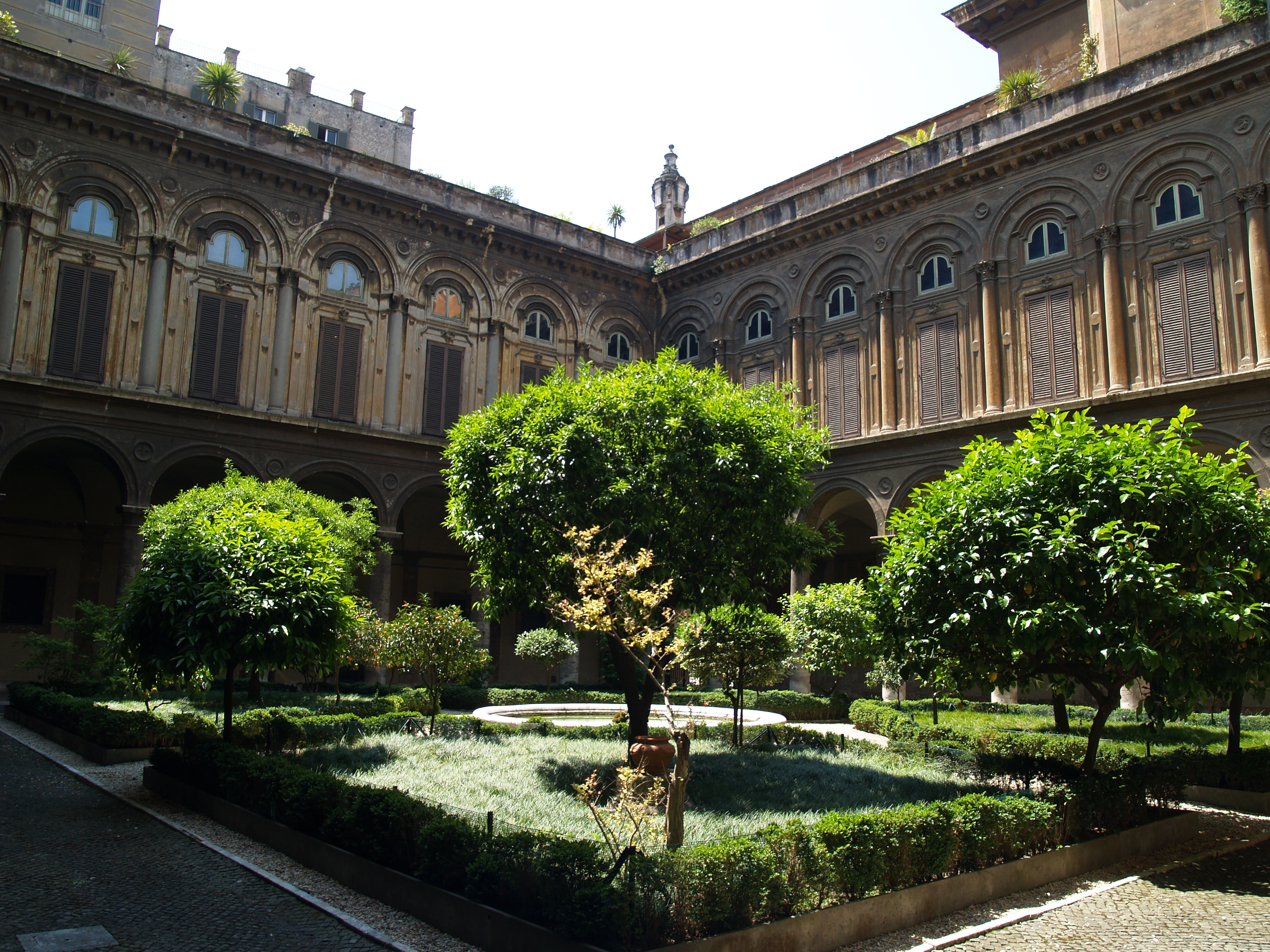
Veduta del cortile d'onore detto del Bramante

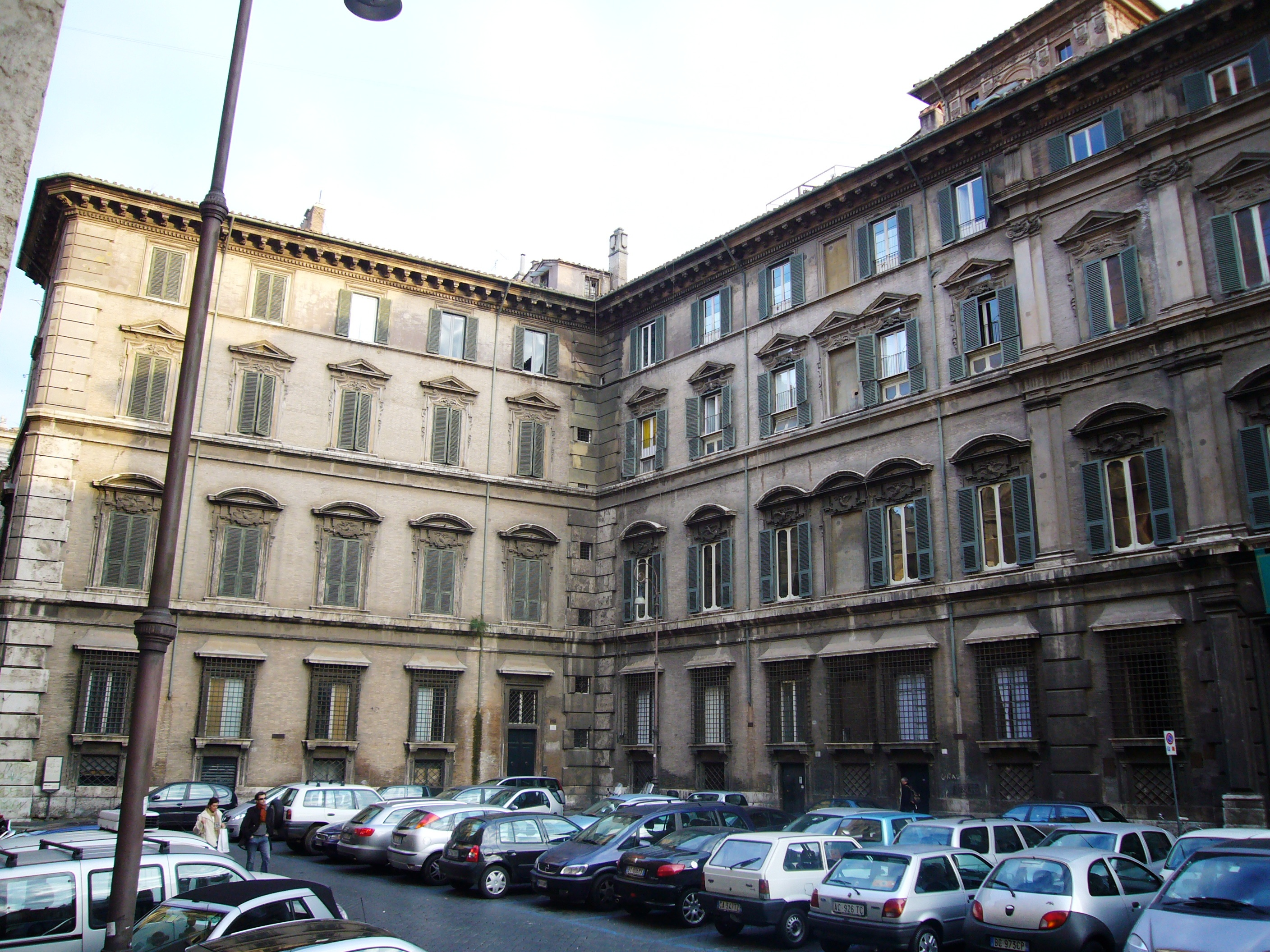
Facciate del palazzo su Piazza del Collegio Romano (sec. XVII)

## Storia

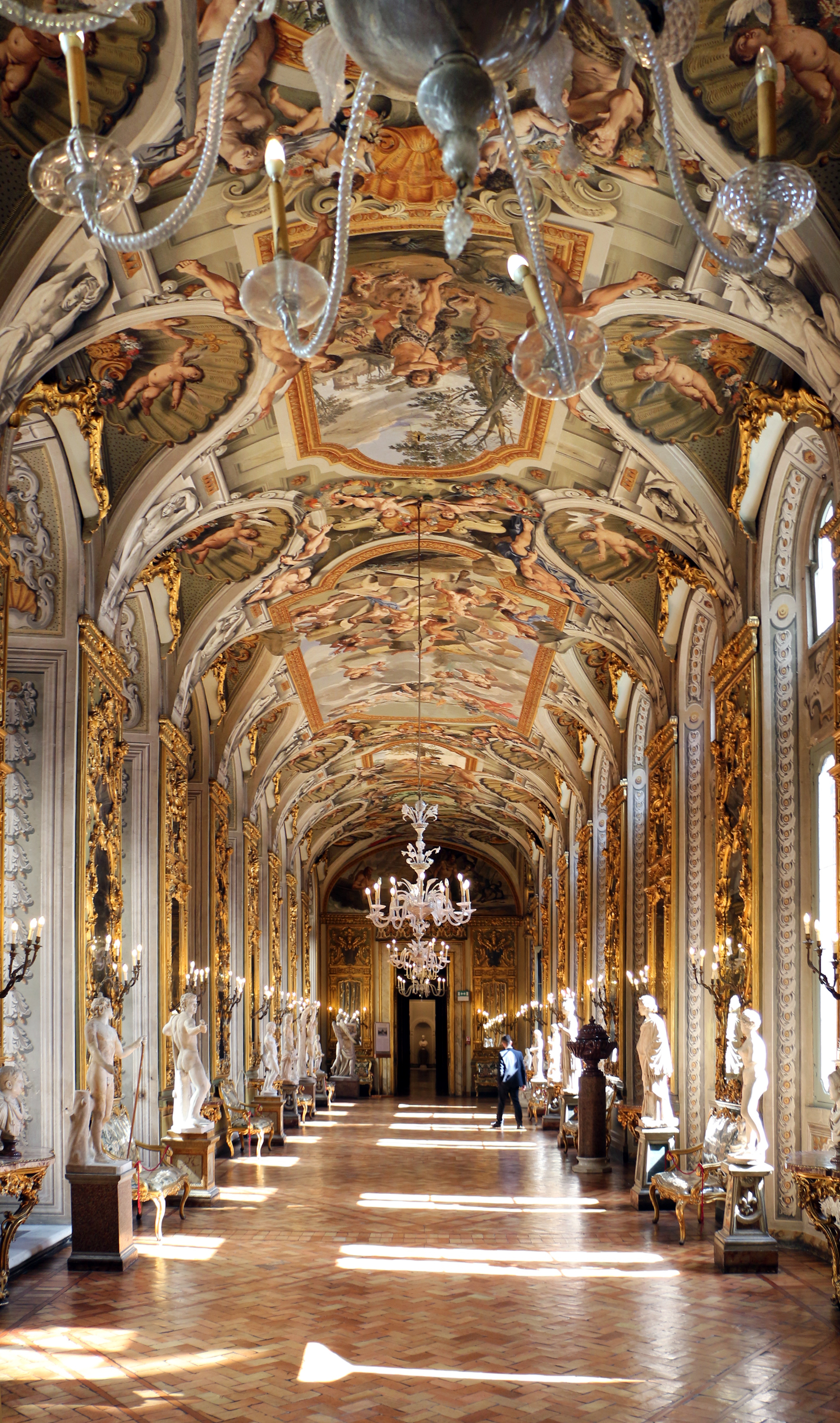
La galleria degli Specchi

Il complesso monumentale del Palazzo Doria Pamphilj è il risultato dell'accordo architettonico ed artistico di fasi costruttive che coprono un arco di ben quattro secoli.
Il nucleo originale del palazzo iniziato a costruire nella prima metà del secolo XV per Niccolò d'Acciapaccio, passato poi a Fazio Giovanni Santori questo lo cedette a Giulio II Della Rovere che lo chiese per donarlo al nipote Francesco Maria I Della Rovere duca di Urbino; divenne poi della famiglia Aldobrandini e, nel Seicento, passò alla famiglia Pamphili che lo ingrandì su progetto di Carlo Maderno, Antonio del Grande e in seguito Carlo Fontana e Gabriele Valvassori, fino a farne il più importante palazzo abitato della città, superato in grandezza a Roma solo da palazzi che ospitano istituzioni pubbliche o ambasciate. Più grande di alcuni palazzi reali europei, continua a essere residenza della famiglia nobiliare omonima e ospita la galleria, con una raccolta di dipinti e oggetti d'arte visitabile dal pubblico.
La storia della collezione Doria-Pamphili è il risultato di alleanze multiple tra famiglie aristocratiche di ogni parte di Italia. Tra i suoi membri più illustri vi è stato l'ammiraglio Andrea Doria e il papa Innocenzo X, popolare in Spagna per il ritratto fattogli da Velázquez in occasione dell'anno santo del 1650 e conservato nel palazzo, del quale rappresenta la più nota opera d'arte.
Nel 1927, il quadro di Velázquez è stato sistemato in una piccola stanza dedicata interamente al papa; qui infatti è esposta anche una scultura di Bernini che ritrae papa Innocenzo X.
Il figlio di Olimpia Maidalchini, Camillo Pamphilj, sfidando la potente madre, confidente e consigliera del pontefice, rinunciò alla carica di cardinale conferitagli da suo zio il papa, per sposare Olimpia Aldobrandini, vedova del principe Paolo Borghese e proprietaria del palazzo, allora noto come Aldobrandini. Dopo un periodo di esilio in campagna, per evitare il confronto con il papa e Olimpia Maidalchini, la coppia di sposi prese residenza permanente nel Palazzo Aldobrandini che dal 1654 Camillo cominciò a espandere su vasta scala; furono comprati e demoliti le case vicine e un convento mentre il palazzo si sviluppava, nonostante l'opposizione locale dei gesuiti del vicino Collegio Romano. 
L'architetto incaricato di questo progetto era Antonio Del Grande che realizzò l'ampliamento del palazzo voluto dal Pamphilj con il nuovo corpo di fabbrica verso la piazza del Collegio Romano con l'originale atrio che introduce al palazzo e dà accesso all'ampio cortile detto "dei melangoli" e che comportò l'abbattimento di un preesistente palazzo dei Salviati (1659-1665 ca.).
A seguito della morte di Camillo Pamphilj nel 1666, la costruzione fu continuata sotto la supervisione dei suoi due figli, Giovanni Battista (il suo erede) e il cardinale Benedetto. A quest'ultimo, in particolare, noto per il suo mecenatismo, si deve la collezione della pittura fiamminga e la costruzione della cappella, realizzata su progetto di Carlo Fontana.
Una delle figlie di Camillo e Olimpia, Anna (1652-1728), sposò nel 1671 l'aristocratico genovese Giovanni Andrea III Doria Landi (1653-1737), VI principe di Melfi. I loro discendenti ereditarono il palazzo quando il ramo romano della famiglia Pamphilj si estinse nel 1760; nel 1763 il principe Giovanni Andrea IV combinò i suoi cognomi nell'attuale Doria Landi Pamphilj.  Dal 1767, con il principe Andrea IV, figlio del precedente, il palazzo divenne la residenza principale della famiglia, trasferitasi definitivamente da Genova.
La monumentale facciata su via del Corso è di Gabriele Valvassori che la realizzò tra il 1730 e il 1735 su commissione del principe Camillo Pamphili Aldobrandini. Fu lo stesso Valvassori che provvide a far tamponare gli archi del primo piano del cortile d'onore dando così la possibilità di creare la celebre Galleria che si snoda intorno al cortile dove la famiglia poté disporre la sua collezione di quadri.

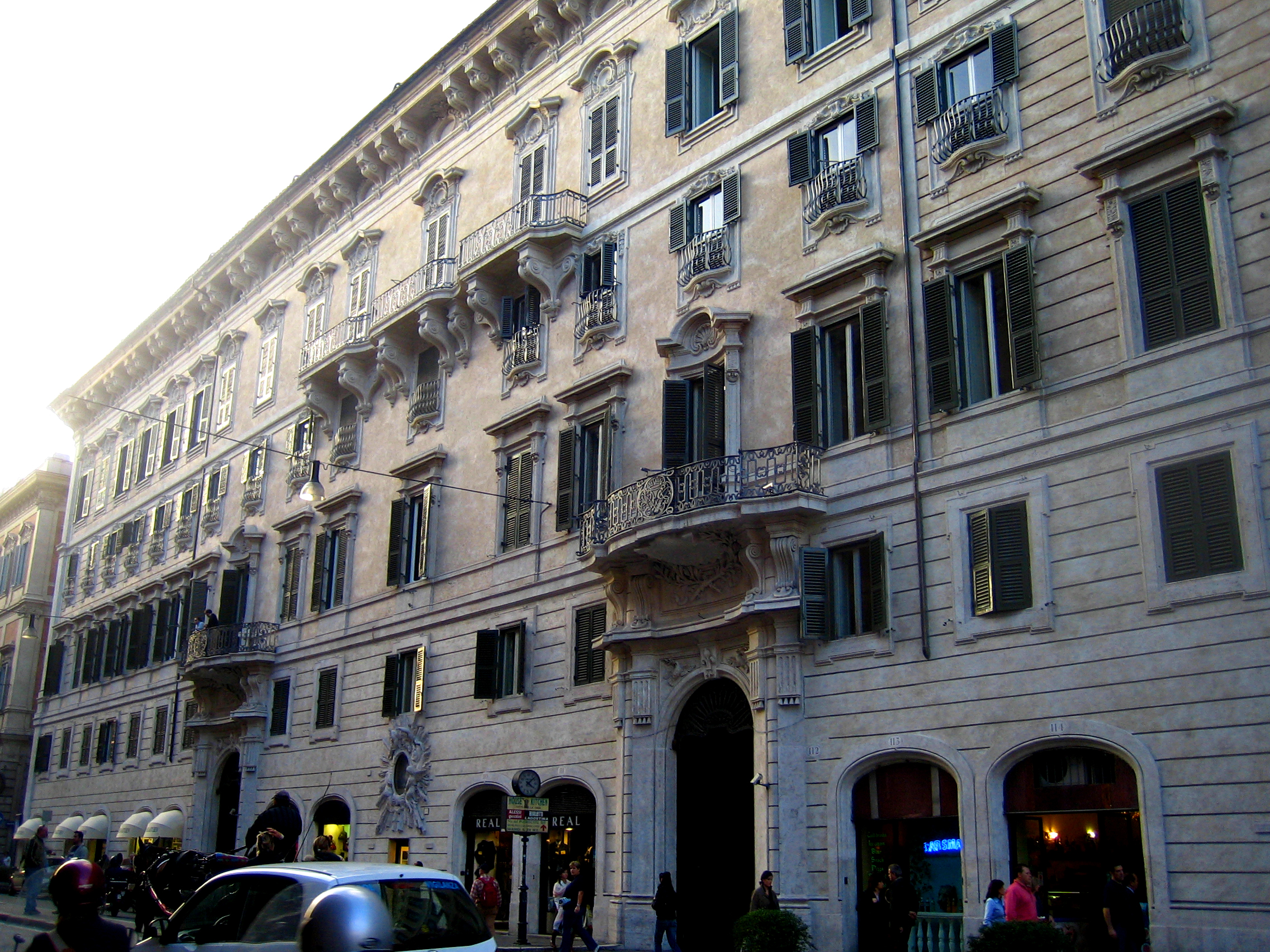
Facciata del palazzo su via del Plebiscito

Sempre nella prima metà del secolo XVIII venne commissionata a Paolo Ameli o Ameti l'ala del palazzo su via del Plebiscito utilizzata per scopo locativo e ispirata a canoni estetici borrominiani.  Nel 1767 i soffitti delle stanze di rappresentanza furono affrescati in stile barocco. Nel XIX secolo l'architetto Andrea Busiri Vici intervenne sulle facciate di via della Gatta e piazza Grazioli e su quella di vicolo Doria.
Dal 2013 Palazzo Doria Pamphilj è di proprietà del Trust Doria Pamphilj, un trust italiano istituito per volontà della famiglia. Da allora si è dato corso ad estesi restauri delle facciate e degli ambienti che avevano subito maggiormente l’ingiuria del tempo.

## La Galleria degli Specchi
Nel 1733 il pittore bolognese Aureliano Milani affrescò per conto del principe Camillo Pamphilj Aldobrandini la nuova Galleria degli Specchi, costruita negli anni immediatamente precedenti dall’architetto Gabriele Valvassori. Il contratto per la realizzazione di tali lavori fu stipulato il 06 dicembre 1732. In esso Milani si impegnava a dipingere tutta la galleria in un anno, a partire dal primo gennaio 1733, eseguendo gli affreschi ‹‹in conformità›› ai disegni da lui realizzati, segno che a Milani spettava sia la fase dell’inventio (cioè ideare la composizione sulla base del tema datogli), sia quella dell’esecuzione. Ogni cosa doveva poi essere approvata dal committente: dai disegni preparatori all’uso della tempera invece dell’affresco per alcune parti secondarie.
Nella volta è rappresentata al centro una grandiosa Gigantomachia, mentre ai lati vi sono due storie di Eracle per parte: Eracle e Acheloo e Eracle che uccide l’idra di Lerna da una parte e dall’altra Eracle e Anteo e Eracle che uccide il centauro Nesso.
Eracle era considerato dai Pamphilj il capostipite della loro famiglia e da ciò dipende la sua presenza negli affreschi. Nelle scene qui presenti Eracle funge da exemplum di forza fisica, morale e di ogni virtù per il committente e la sua famiglia. La scena centrale con la Gigantomachia denota invece la giusta punizione di chi attenta al potere legittimamente costituito. In essa si scorge un uomo in armatura che probabilmente è il committente Camillo Pamphilj Aldobrandini che sta in piedi proprio dietro il suo “antenato” Eracle, additando Zeus a denotare che il suo potere deriva dal re degli dei ed è da lui protetto.
Zanotti, nella Storia dell’Accademia Clementina di Bologna, aveva scritto che Aureliano Milani poté scegliere ‹‹gli argomenti delle favole›› qui dipinte. In realtà la scelta dei temi raffigurati non è affatto casuale, poiché essi servono a celebrare la “mitologia” della famiglia dei Pamphilj. Inoltre, come rivela anche il contratto, il pittore ricevette indicazioni sulle storie da realizzare (Gigantomachia e fatti di Ercole), pertanto il programma iconografico dovette essere elaborato da un erudito vicino ai Pamphilj in accordo con il committente. Milani ebbe, invece, la libertà, propria di tutti i pittori affermati, di decidere come rappresentare le scene indicategli, ovvero la libertà d’inventare l’iconografia (ma non il tema).

## Altri Palazzi Doria-Pamphili

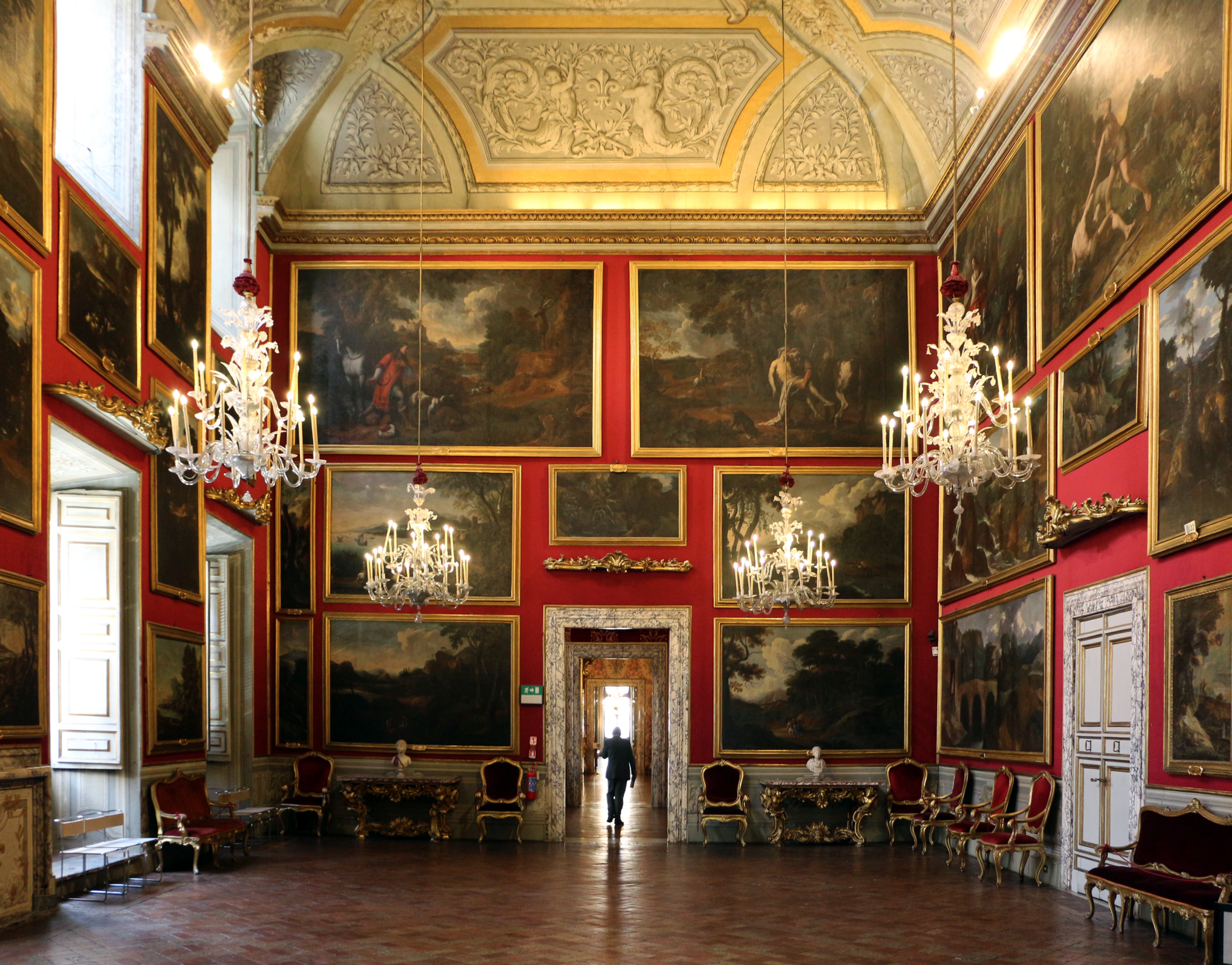
La sala "del Pussino"

Il palazzo non deve essere confuso con il palazzo Pamphilj, che si trova sempre a Roma, in piazza Navona e non deve neanche essere confuso con un altro palazzo Doria-Pamphilj, che fa parte di un complesso ideato e costruito dai Pamphili a Valmontone vicino a Roma; questo palazzo, fu gravemente danneggiato durante la seconda guerra mondiale e in seguito restaurato nei suoi affreschi tardo barocchi di Francesco Cozza, Pier Francesco Mola e Mattia Preti. Un terzo palazzo Doria Pamphilj si trova a San Martino al Cimino, vicino a Viterbo.